# متكلم
المتكلّمون أو أهل الكلام أو المنهج الكلامي هم الذين اعتمدوا في إثبات العقيدة على الحجة والبرهان العقلي. أول من استعمل المنهج الكلامي في الإسلام كان واصل بن عطاء (ت. 131 هـ)، مؤسس المعتزلة. فقد وضع أسس الجدل العقلي في القضايا العقدية، معتمدًا على المنطق والاستدلال العقلي في تقرير مسائل التوحيد والعدل، ومواجهة خصومه من الجبرية والمجسمة وغيرهم. قد برز بعض المتكلمين في أواخر القرن الأول الهجري، مثل الجعد بن درهم والجهم بن صفوان، حيث استخدموا مبادئ عقلية في نقاشاتهم العقدية، وإن كانت رؤاهم مثار جدل واسع.
وفي المقابل، بدأ بعض علماء أهل السنة والجماعة باستخدام المنهج الكلامي لمواجهة المعتزلة والجهمية. وكان أبرز هؤلاء عبد الله بن سعيد بن كُلّاب (ت. نحو 245 هـ)، الذي جمع بين النصوص الشرعية والبرهان العقلي، وأسس ما يمكن اعتباره نواةً للمدرسة الأشعرية لاحقًا. تبعه الحارث المحاسبي (ت. 243 هـ)، الذي أدخل البعد الروحي والتربوي إلى الجدل الكلامي، فصار منهجه مزيجًا من الزهد والحجاج المنطقي.
مع مطلع القرن الرابع الهجري، جاء أبو الحسن الأشعري (ت. 324 هـ) لينقل المنهج الكلامي إلى مرحلة جديدة، إذ تخلّى عن مبادئ المعتزلة التي كان ينتمي إليها، وأعاد صياغة العقيدة السنية في إطار جدلي عقلاني، رافضًا الإفراط العقلي ورد النصوص.
وفي الشرق الإسلامي، برز أبو منصور الماتريدي (ت. 333 هـ) مؤسس المدرسة الماتريدية، الذي استخدم نفس المنهج لإثبات العقائد، مع ميل أكبر إلى الاعتماد على النصوص.
انتقل المنهج الكلامي من بداياته المعتزلية إلى رحابة مدارس سنية كالأشاعرة والماتريدية، ويُعدّ المنهج الكلامي، رغم الانتقادات التي وُجّهت إليه من بعض التيارات النصية (الأثرية)، أحد أهم المناهج الفكرية التي ساهمت في صياغة علم العقيدة بصورته المنهجية.

## المنهج الكلامي السني
اعتمد بعض علماء السنة علم الكلام في دراسة العقيدة الإسلامية وإثباتها، ويقوم على الجمع بين الأدلة النقلية المستمدة من القرآن والسنة النبوية، والأدلة العقلية المستندة إلى البراهين المنطقية والفلسفية، وذلك بهدف الدفاع عن أصول الدين والرد على الخصوم.
نشأ هذا المنهج في القرن الثاني الهجري كردّ على التيارات الفكرية المختلفة، مثل الكرامية والمعتزلة والجهمية، وكذلك لمواجهة شبهات الفلسفات الوافدة. وقد تأثر المتكلمون الأوائل بالمنطق الأرسطي بعد ترجمته إلى العربية، فقاموا بصياغة الحجج بأسلوب جدلي منظّم.

### سمات المنهج الكلامي السني:
- الاعتماد على العقل في فهم وتوضيح العقيدة.
- الجمع بين النقل والعقل، بحيث يكون النص الشرعي هو المرجع الأعلى.

- استخدام الجدل المنطقي لإبطال حجج الخصوم.
- التقعيد العلمي بوضع مصطلحات ومناهج استدلالية ثابتة.

المنهج الكلامي عند ابن كُلّاب
يُعدّ ابن كُلّاب من أوائل العلماء الذين وضعوا أسسًا وسطية في استخدام المنهج الكلامي للدفاع عن العقيدة السنية في مواجهة الفرق الكلامية والفلسفية الأخرى. فقد انطلق في منهجه من الجمع بين النصوص الشرعية والأدلة العقلية، ساعيًا إلى الرد على خصوم أهل السنة من جهمية ومعتزلة ومشبهة باستخدام الحجاج المنطقي المنظم.

## قائمة أبرز المتكلمين
- واصل بن عطاء (توفي 131 هـ)، مؤسس المعتزلة.
- ابن كُلاَّب (توفي 245 هـ) - مشارك في المناظرات بشأن صفات الله ومحنة خلق القرآن.
- الحارث المحاسبي (توفي 243 هـ) هو مؤسس مدرسة بغداد الفلسفية.
- داوود الظاهري (توفي 270 هـ) مؤسس المدرسة الظاهرية في الفقه، التي اشتهرت بالتمسك بظاهر النصوص الشرعية ورفض القياس والاستحسان.
- أبو الحسن الأشعري (توفي 324 هـ) هو مؤسس مدرسة الأشاعرة الكلامية.
- أبو منصور الماتريدي (توفي 333 هـ) مؤسس المدرسة الماتريدية.